# 1261 Legia
1261 Legia је астероид главног астероидног појаса са пречником од приближно 31,28 .
Афел астероида је на удаљености од 3,693 астрономских јединица (АЈ) од Сунца, а перихел на 2,582 АЈ.
Ексцентрицитет орбите износи 0,176, инклинација (нагиб) орбите у односу на раван еклиптике 2,427 степени, а орбитални период износи 2030,696 дана (5,559 година).
Апсолутна магнитуда астероида је 11,00 а геометријски албедо 0,071.
Астероид је откривен 23. марта 1933. године.